# ویلکاکس (نبراسکا)
ویلکاکس(به انگلیسی: Wilcox) شهری در ایالت نبراسکا کشور ایالات متحده آمریکا است که جمعیت آن در سرشماری سال ۲۰۱۰ میلادی، ۳۵۸ نفر بوده‌است.